# Рогув (Сілезьке воєводство)
Рогув (пол. Rogów, нім. Rogau) — село в Польщі, у гміні Гожице Водзіславського повіту Сілезького воєводства.
Населення — 3061 особа (2011).
У 1975-1998 роках село належало до Катовицького воєводства.

## Демографія
Демографічна структура станом на 31 березня 2011 року:
|          | Загалом | Допрацездатний вік | Працездатний вік | Постпрацездатний вік |
| -------- | ------- | ------------------ | ---------------- | -------------------- |
| Чоловіки | 1501    | 331                | 1034             | 136                  |
| Жінки    | 1560    | 298                | 955              | 307                  |
| Разом    | 3061    | 629                | 1989             | 443                  |